# Simmelbuch
Simmelbuch (oberfränkisch: Simmlbuch) ist ein Gemeindeteil der Gemeinde Eckersdorf im Landkreis Bayreuth (Oberfranken, Bayern). Simmelbuch liegt in der Gemarkung Neustädtlein am Forst.

## Geografie
Durch das Dorf fließt der Archensbach, ein rechter Zufluss des Röttelbachs, der von links in den Roten Main mündet. 1 km westlich befinden sich die Anhöhe und das Waldgebiet Horlachen, 1 km östlich das Waldgebiet Vierzehnbrunnen, das Teil des Neustädtleiner Forstes ist. Die Kreisstraße BT 16 führt nach Pleofen (1,7 km nordwestlich) bzw. nach Neustädtlein (0,8 km südlich).

## Geschichte
Der Ort wurde im Landbuch des burggräflichen Amtes Bayreuth von 1398 als „Symwelbuch“ erstmals urkundlich erwähnt. Dem Amt unterstanden zu dieser Zeit 3 Höfe und 1 Gut. Der Ort wurde nach einem Flurnamen bezeichnet. Das Bestimmungswort des Flurnamens ist sinewel (mhd. für rund, kugelig) und bezeichnet somit eine rundwipfelige Buche. Laut Landbuch des nunmehr markgräflichen Amtes Bayreuth von 1421 gab es in „Simbalpuch“ 3 Höfe, 1 Gut und 1 Gütlein. 1727 bestand „Simmelbuch“ aus 11 Anwesen (2 Halbhöfe, 8 Sölden, 1 Tropfhäuslein). Der Ort befand sich im Fraischbezirk des Stadtvogteiamtes Bayreuth. Die Dorf- und Gemeindeherrschaft sowie die Grundherrschaft über alle Anwesen hatte das Kasten- und Stadtvogteiamt Bayreuth. Gegen Ende des 18. Jahrhunderts gab es 12 Anwesen (2 Halbhöfe, 7 Sölden, 1 Haus mit Backofen, 2 Halbtropfhäuser).
Von 1797 bis 1810 unterstand der Ort dem Justiz- und Kammeramt Bayreuth. Mit dem Gemeindeedikt wurde Simmelbuch 1811 dem Steuerdistrikt Busbach und 1812 der Ruralgemeinde Busbach zugewiesen. Infolge des Zweiten Gemeindeedikt (1818) wurde der Ort in die neu gebildete Ruralgemeinde Neustädtlein am Forst umgemeindet. Am 1. Juli 1972 wurde Simmelbuch im Zuge der Gebietsreform in Bayern in die Gemeinde Eckersdorf eingegliedert.

### Einwohnerentwicklung
| Jahr      | 001818 | 001861 | 001871 | 001885 | 001900 | 001925 | 001950 | 001961 | 001970 | 001987 | 002016 | 002021 |
| Einwohner | 83     | 89     | 78     | 64     | 58     | 61     | 68     | 66     | 49     | 61     | 67     | 63     |
| Häuser    | 12     |        |        | 12     | 13     | 9      | 11     | 11     |        | 15     |        |        |
| Quelle    | [ 8 ]  | [ 11 ] | [ 12 ] | [ 13 ] | [ 14 ] | [ 15 ] | [ 16 ] | [ 17 ] | [ 18 ] | [ 19 ] |        | [ 1 ]  |

## Religion
Simmelbuch ist seit der Reformation evangelisch-lutherisch geprägt und nach St. Johannes der Täufer (Neustädtlein am Forst) gepfarrt.